# Nelfinavir
El nelfinavir es un antirretroviral de la familia de los inhibidores de la proteasa. Se utiliza en la terapia antirretroviral altamente supresiva para los pacientes infectados por VIH-1 y VIH-2. El medicamento fue aprobado por la FDA el 14 de marzo de 1997 y en su formulación contiene un derivado del aceite de ricino.
Su administración es por vía oral, durante los alimentos, dado que su absorción y biodisponibilidad se ven incrementadas y decrecen en cierto modo los efectos secundarios. Los efectos adversos más importantes son diarrea y dolor abdominal, pero también se incluyen cálculos renales, leucopenia, anemia y pancreatitis.

## Contaminación del medicamento Viracept®
La Agencia Española de Medicamentos y Productos Sanitarios en 2007, sobre la contaminación con mesilato de etilo durante el proceso de fabricación de varios lotes del antirretroviral Viracept® (nelfinavir) y en 2008 que no existía un riesgo incrementado de cáncer o malformaciones congénitas para los pacientes que fueron expuestos al medicamento contaminado.